# Shane Gersich
Shane Gersich, född 10 juli 1996, är en amerikansk professionell ishockeyforward som spelar för Washington Capitals i National Hockey League (NHL). Han har tidigare spelat på lägre nivåer för North Dakota Fighting Hawks (University of North Dakota) i National Collegiate Athletic Association (NCAA) och Omaha Lancers och Team USA i United States Hockey League (USHL).
Gersich draftades i femte rundan i 2014 års draft av Washington Capitals som 134:e spelare totalt.
Han är släkt med de förra detta ishockeyspelarna Aaron Broten, Neal Broten och Paul Broten, som alla spelade i NHL under sina aktiva spelarkarriärer.

## Statistik
| 2010–2011   | Holy Family Catholic School |             | 23  | 16 | 23 | 39 | 20 | 2 | 0 | 2 | 2 | 0 |
| 2011–2012   | Holy Family Catholic School |             | 20  | 30 | 30 | 60 | 21 | 1 | 0 | 0 | 0 | 0 |
| 2012–2013   | Holy Family Catholic School |             | 24  | 28 | 34 | 62 | 35 | 1 | 0 | 0 | 0 | 2 |
|             | Team Southwest              |             | 7   | 5  | 3  | 8  | 0  | — | — | — | — | — |
|             | Omaha Lancers               | USHL        | 6   | 1  | 0  | 1  | 19 | — | — | — | — | — |
| 2013–2014   | Team USA                    | USHL        | 26  | 8  | 8  | 16 | 4  | — | — | — | — | — |
|             | U.S. National U18 Team      |             | 61  | 16 | 16 | 32 | 18 | — | — | — | — | — |
| 2014–2015   | Omaha Lancers               | USHL        | 52  | 27 | 23 | 50 | 32 | 3 | 1 | 1 | 2 | 0 |
|             | U.S. National U18 Team      |             | 1   | 0  | 0  | 0  | 0  | — | — | — | — | — |
| 2015–2016   | North Dakota Fighting Hawks | NCAA        | 37  | 9  | 2  | 11 | 16 | — | — | — | — | — |
| 2016–2017   | North Dakota Fighting Hawks | NCAA        | 40  | 21 | 16 | 37 | 20 | — | — | — | — | — |
| 2017–2018   | Washington Capitals         | NHL         | 1   | 0  | 0  | 0  | 0  | — | — | — | — | — |
|             | North Dakota Fighting Hawks | NCAA        | 40  | 13 | 16 | 29 | 18 | — | — | — | — | — |
| NHL totalt  | NHL totalt                  | NHL totalt  | 1   | 0  | 0  | 0  | 0  | — | — | — | — | — |
| NCAA totalt | NCAA totalt                 | NCAA totalt | 117 | 43 | 34 | 77 | 54 | — | — | — | — | — |
| USHL totalt | USHL totalt                 | USHL totalt | 84  | 36 | 31 | 67 | 55 | 3 | 1 | 1 | 2 | 0 |

### Internationellt
| Källa: Uppdaterad: 2018-03-29 | Källa: Uppdaterad: 2018-03-29 | Källa: Uppdaterad: 2018-03-29 |         | Utv = Utvisningsminuter | Utv = Utvisningsminuter | Utv = Utvisningsminuter | Utv = Utvisningsminuter | Utv = Utvisningsminuter |
| År                            | Lag                           | Mästerskap                    | Matcher | Mål                     | Assists                 | Poäng                   | Utv                     |                         |
| ----------------------------- | ----------------------------- | ----------------------------- | ------- | ----------------------- | ----------------------- | ----------------------- | ----------------------- | ----------------------- |
| 2014                          | USA                           | U18                           | 7       | 0                       | 0                       | 0                       | 2                       |                         |
| Junior totalt                 | Junior totalt                 | Junior totalt                 | 7       | 0                       | 0                       | 0                       | 2                       |                         |